# Yu Yang (giocatrice di badminton)
Yu Yang (于洋S, Yu YangP; Haicheng, 7 aprile 1986) è un'ex giocatrice di badminton cinese, vincitrice della medaglia d'oro ai Giochi olimpici di Pechino 2008 nel doppio femminile e di quella di bronzo nel doppio misto.

## Palmarès
- Giochi olimpici

Pechino 2008: oro nel doppio femminile e bronzo nel doppio misto.
- Campionati mondiali di badminton

2006 - Madrid: bronzo nel doppio femminile.